# Macksburg (Iowa)
Pour les articles homonymes, voir Macksburg.
La ville de Macksburg est située dans le comté de Madison, dans l'Iowa, aux États-Unis. Lors du recensement de 2010, elle comptait 113 habitants.

## Source
- (en) Cet article est partiellement ou en totalité issu de l’article de Wikipédia en anglais intitulé « Macksburg, Iowa » (voir la liste des auteurs).